# Збірна Парагваю з футболу
Збірна Парагваю з футболу — представляє Парагвай на міжнародних турнірах і в товариських матчах з футболу. Організацією, яка керує і контролює збірну, є Асоціація футболу Парагваю.
Станом на 3 квітня 2025 посідає 48-e місце у рейтингу футбольних збірних світу.

## Виступи начемпіонатах світу
- 1930 — груповий етап
- 1934 — не брала участі
- 1938 — не брала участі
- 1950 — груповий етап
- 1954 — не пройшла кваліфікації
- 1958 — груповий етап
- 1962 до 1982 — не пройшла кваліфікацію
- 1986 — 1/8 фіналу
- 1990 — не пройшла кваліфікацію
- 1994 — не пройшла кваліфікацію
- 1998 — 1/8 фіналу
- 2002 — 1/8 фіналу
- 2006 — груповий етап
- 2010 — чвертьфінал
- 2014 — не пройшла кваліфікацію
- 2018 — не пройшла кваліфікацію
- 2022 — не пройшла кваліфікацію

## Гравці збірної
- Франсіско Агірре
- Сантьяго Бенітес
- Хосе Луїс Чилаверт (1989—2003)